# دونكان ديفيد إلياس
دونكان ديفيد إلياس (14 يوليو 1985 بسنغافورة - ) هو لاعب كرة قدم سنغافوري في مركز الدفاع. لعب مع نادي غيلانغ إنترناشونال وهاوجانج يونايتد ووودلاندز ويلينغتون.

## وصلات خارجية
- دونكان ديفيد إلياس على موقع قاعدة بيانات كرة القدم.إي يو (الإنجليزية)
- دونكان ديفيد إلياس على موقع Soccerway.com (الإنجليزية)